# Eimke
Eimke är en kommun och ort i Landkreis Uelzen i förbundslandet Niedersachsen i Tyskland.
Kommunen ingår i kommunalförbundet Samtgemeinde Suderburg tillsammans med ytterligare två kommuner.